# 윌리 케스텐홀츠
윌리 케스텐홀츠(독일어: Ueli Kestenholz, 1975년 5월 10일~)는 스위스의 전직 스노보드 선수이다. 그는 올림픽에 3회 참가했고 1998년 동계 올림픽에서 남자 스노보드 대회전 부문 동메달을 획득했다.